# کوریدوراس لوچ
گربه‌ماهی لوچ یا کوریدوراس لوچ (نام علمی: Aspidoras rochai)، یک ماهی آب شیرین مناطق گرمسیری است که متعلق به زیرتیرۀ کوریدوراس‌ها از تیرۀ گربه‌ماهیان زره‌دار است. خاستگاه آن آبهای داخلی آمریکای جنوبی و در رودخانه‌های ساحلی سئارا در برزیل می‌باشد.
طول استاندارد در این ماهی حداکثر ۴٫۴ سانتیمتر (۱٫۷ اینچ) است. در آب و هوای گرمسیری در آب با pH بین ۶٫۰ تا ۷٫۰، سختی حداکثری ۱۴ و محدوده دمایی بین ۲۱–۲۵ درجه سلسیوس (۷۰–۷۷ درجه فارنهایت) زندگی می‌کند. . از کرم‌ها، سخت پوستان کف بستر، حشرات و مواد گیاهی تغذیه می‌کند. در پوشش گیاهی متراکم تخم‌گذاری می‌کند و از تخم‌های خود محافظت نمی‌کنند.